# 孔広森

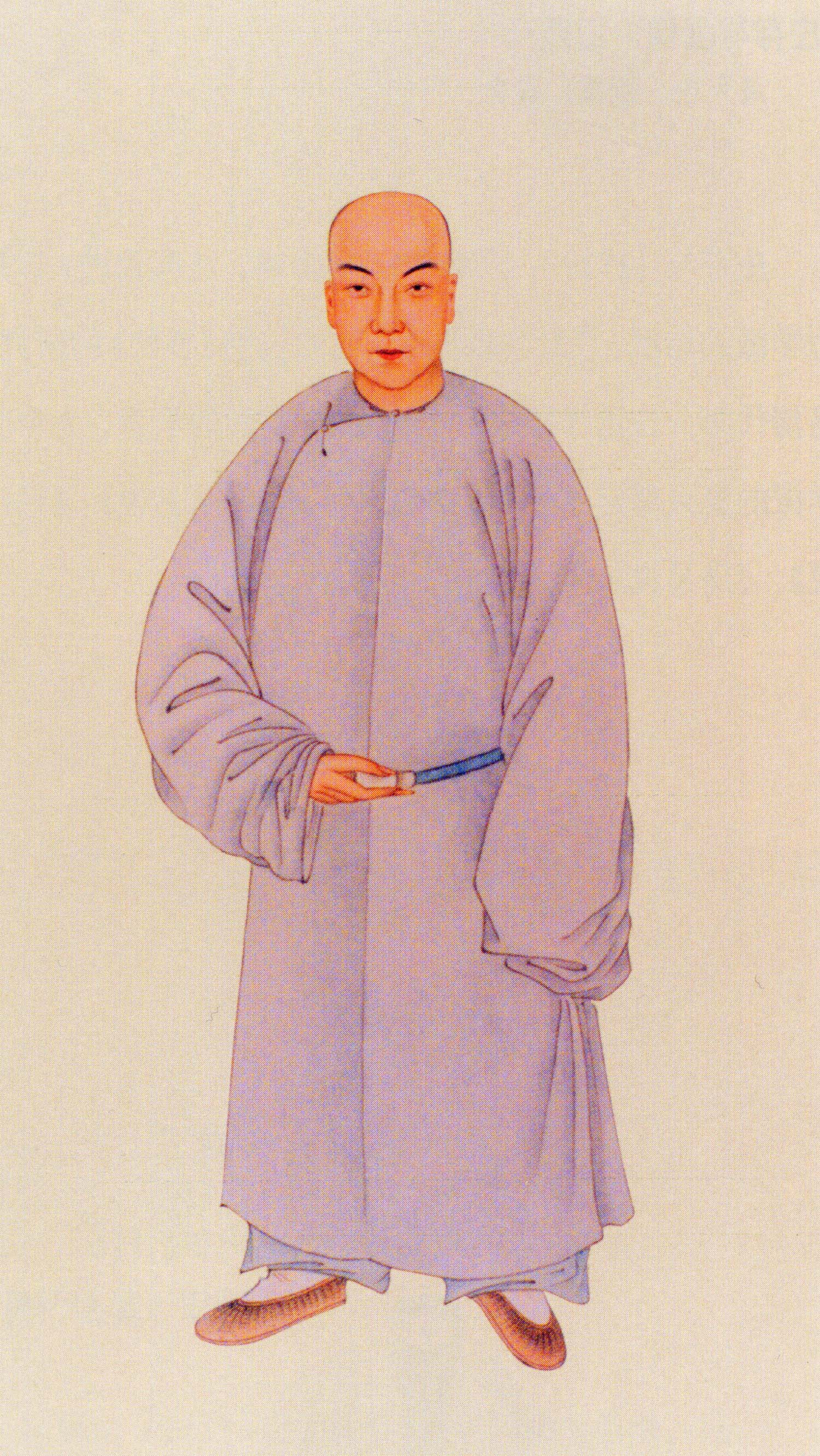
《清代学者像伝》の孔廣森

孔広森（こうこうしん、孔廣森、拼音：Kǒng Guǎng-sēn、1751年 - 1786年)は、字を眾仲、または、撝約と言い、顨軒と号した、山東省曲阜の人であり、孔子70世の子孫である。
孔伝鐸の孫であり、孔継汾の次男である。幼少の時から戴震に学び、その兄は、戴震の娘婿である。乾隆36年（1771年）、19歳で、辛卯科進士に合格し、姚鼐が同考官であり、翰林院庶吉士となった。その後、検討を授かった。
清代八大駢文家の一人である。
乾隆51年（1786年）に亡くなった。
著書に、『春秋公羊伝通義』、『大戴礼記補注』、『礼学巵言』、『経学巵言』、『詩声類』などがある。また、駢文集の『顨軒駢儷文』がある。